# 4 (chiffre)
Chiffre quatre, 4
Ne doit pas être confondu avec le nombre quatre
Pour les articles homonymes, voir Quatre (homonymie).
Pour l'année 4 du calendrier julien, voir 4.
Le quatre (4) est un chiffre arabe, utilisé notamment pour signifier le nombre quatre.

Le terme « chiffre » désigne ici le signe scriptural utilisé pour écrire des nombres ou des numéros. Le terme « nombre » se réfère, quant à lui, à l’objet mathématique en tant que quantité et aux concepts qui s’y rapportent.
Avec les autres chiffres arabes, il est utilisé par le monde occidental et le reste du monde pour l'écriture des nombres (notamment dans le cadre du système de numération indo-arabe), ainsi que pour la plupart des systèmes de numérotation.

## Évolution du glyphe
Représenter « 1 », « 2 » et « 3 » avec autant de barres que ce que le chiffre représente était raisonnable, mais avec le chiffre 4, écrire quatre traits commençait à devenir fatigant. Les brahmanes indiens simplifièrent 4 en joignant ses quatre lignes en une croix qui ressemble à notre signe moderne plus. Les Sungas et d'autres Hindous auraient ajouté une ligne horizontale au sommet du chiffre, les Kshatrapas et Pallava l'ont amélioré au point où la vitesse d'écriture devenait correcte. Les Arabes n'avaient pas de temps pour faire des cursives fantaisistes : leur 4 a encore le concept primaire de la croix mais, pour conserver la rapidité d'écriture, ils l'ont résumé en une boucle connectant la fin de gauche avec la fin du haut ; la fin de droite était complétée d'une courbe. Les Européens enlevèrent la courbe finale et ont rendu graduellement le chiffre moins cursif, en finissant avec un glyphe qui aurait pu être amélioré d'une manière beaucoup plus simple que la route bouleversée qu'il avait prise : en prenant simplement la croix des brahmanes et ajoutant une ligne pour connecter les extrémités gauche et supérieure.

## Affichage à sept segments
Voici le « 4 » dans un affichage à sept segments, utilisé notamment sur certains écrans de visualisation :

Affichage du « 4 ».